# Mexikos Grand Prix 1967
Mexikos Grand Prix 1967 var det sista av elva lopp ingående i formel 1-VM 1967.  

## Rapport
Inför säsongens sista lopp skilde det endast fem poäng mellan de båda Brabham-förarna Denny Hulme och Jack Brabham. Poängreglerna var sådana att Jack Brabham skulle förlora två poäng om han kom bättre än fyra, vilket innebar att Hulme var tvungen ha sin stallchef i sikte och inte göra något misstag för att vinna mästartiteln. Jim Clark vann loppet före Brabham och Hulme, vilket gjorde att Hulme vann förarmästerskapet. Brabham-Repco vann konstruktörsmästerskapet med god marginal.

## Resultat
1. Jim Clark, Lotus-Ford, 9 poäng
2. Jack Brabham, Brabham-Repco, 6
3. Denny Hulme, Brabham-Repco, 4
4. John Surtees, Honda, 3
5. Mike Spence, BRM, 2
6. Pedro Rodríguez, Cooper-Maserati, 1
7. Jean-Pierre Beltoise, Matra-Ford
8. Jonathan Williams, Ferrari
9. Chris Amon, Ferrari (varv 62, bränslebrist)
10. Joakim Bonnier, Jo Bonnier (Cooper-Maserati)
11. Guy Ligier, Ligier (Brabham-Repco)
12. Jo Siffert, R R C Walker (Cooper-Maserati) (59, överhettning)

### Förare som bröt loppet
- Bruce McLaren, McLaren-BRM (varv 45, oljetryck)
- Chris Irwin, Reg Parnell (BRM) (33, oljeläcka)
- Jackie Stewart, BRM (24, motor)
- Graham Hill, Lotus-Ford (18, bakaxel)
- Moisés Solana, Lotus-Ford (12, upphängning)
- Dan Gurney, Eagle-Weslake (4, kylare)
- Mike Fisher, Mike Fisher (Lotus-BRM) (0, bränslesystem)